# 高橋辰五郎
高橋 辰五郎（たかはし たつごろう、1864年12月19日（元治元年11月21日） - 1936年（昭和11年）8月22日）は、日本の産婦人科医・教育者。日本で初めて「助産婦」の名称を緒方正清（緒方洪庵の義理の孫）とともに提唱した。漫画家の高橋留美子は曽孫にあたる。

## 経歴
新潟県北蒲原郡加治村大字茗荷谷（現・新発田市）に生まれる。父は高橋定四郎、母は相馬氏。1881年（明治14年）10月、18歳で上京しドイツ語、漢学を学び、ついで1885年（明治18年）1月済生学舎（現：日本医科大学）に入学して、医学を修める。
1886年（明治19年）11月24日医術開業試験に合格して医師となる。1892年（明治25年）大阪市、緒方病院において緒方正清（緒方洪庵の義理の孫）の下で産婦人科学を専攻し、同病院在任当時、緒方と共に我が国初の産婦人科診断専門書である穴爪維篤（フライト）婦人科診断学を翻訳出版し、ついで1894年（明治27年）緒方との共著『産科学』を出版した。

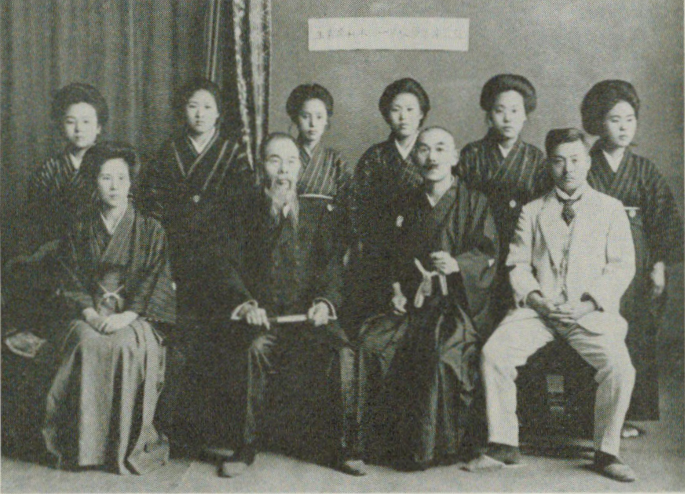
私立新潟産婆学校本科第1回卒業生（1920年）。前列右から2人おいて辰五郎、長男・定雄の妻・以志子。

1895年（明治28年）郷里に帰って開業。同年4月新潟市に移住し、中大畑町に高橋産婦人科病院を設立し、同年私立高橋産婆学校を併設したが、間もなく閉鎖。のち古町十番町に移転して高橋産婦人科病院を設立。1898年（明治31年）10月市内融資と私立新潟産婆学校を設立し、1907年（明治40年）同校校長に就任。以後、1921年（大正10年）に嗣子の定雄が校長に就任するまで10年間校長を務めた。
1898年（明治31年）『助産婦新報』（同年8月10日初刊）を創刊して、産科衛生知識の普及に努め、また助産婦学会をおこした。

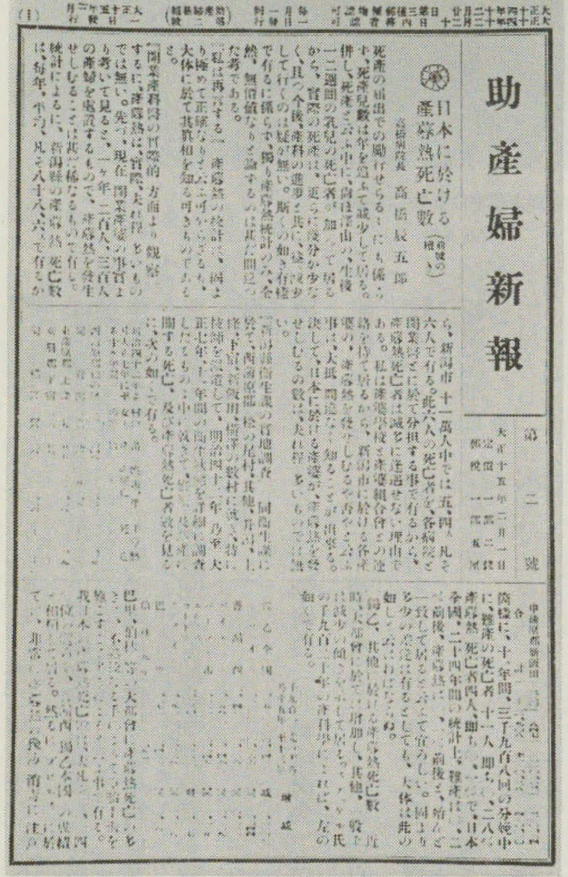
助産婦新報（1926年）

なお新潟県に具申し、全国にさきがけて「産婆取締規則」による旧産婆たる乙種産婆を取り締まることに加え、1900年（明治33年）4月に「産婆組合規則」を制定させた。高橋式交番循環人口呼吸法や高橋式助産器械など自ら工夫発明することもあった。

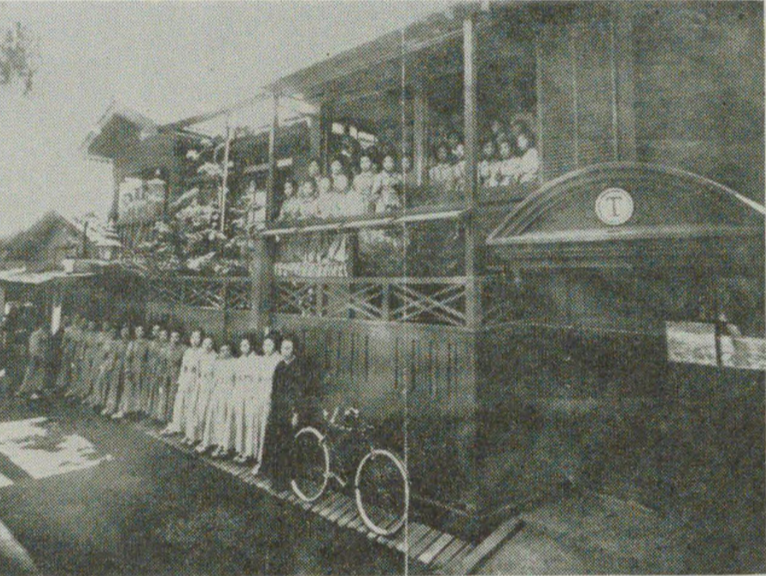
高橋産婦人科病院（1905年）

西洋医学にもとづいた新しい型の助産婦の教育に情熱をそそぎ、正しい妊娠分娩の知識を普及するために教育した助産婦に幻燈板を傾向させて、県下各地を行脚巡回して助産知識改良と啓蒙につとめた。
田代亮介らと北越勤倹会（北越矯風会）を組織し、1900年（明治33年）新潟女子工芸学校（現：新潟青陵高等学校）の創設者となり、旧制新潟高等学校や新潟医学専門学校の設置、新潟市上水道の設置などに尽力。新潟産婆会会長や県衛生会理事、地方病予防委員、北越医学会、新潟産婦人科集談会評議員などをつとめ、死の前年1935年（昭和10年）まで日本産婦人科学会総会に出席していた。
このようにして民間の力によって産婆の教育が推進されたが、県も北越医会の具申意見を受け入れ、1898年（明治31年）には新潟・高田・長岡の産婆学校に対して県議会を説得して2600円（当時）の補助金を出させた。翌1899年（明治32年）には新潟20名、高田15名、長岡15名の県費給費生の募集を行うことができるようになった。
1936年（昭和11年）8月22日、自宅で死去。享年72。
死後、新潟市西堀7番町にある宗現寺の法域に葬られた。法名は高照院勤倹精勵居士。

## 人物
資性温順、日夜読書を唯一のたのしみとし、産婆を助産婦と改称することを念願とし、明治天皇を敬慕してその御製を人生観とした。その著『傍訓産婆学講本』は名著として1924年（大正13年）時点ですでに8版を重ねた。

## 家族・親族
- 妻・貞（1874年（明治7年）生）[5]

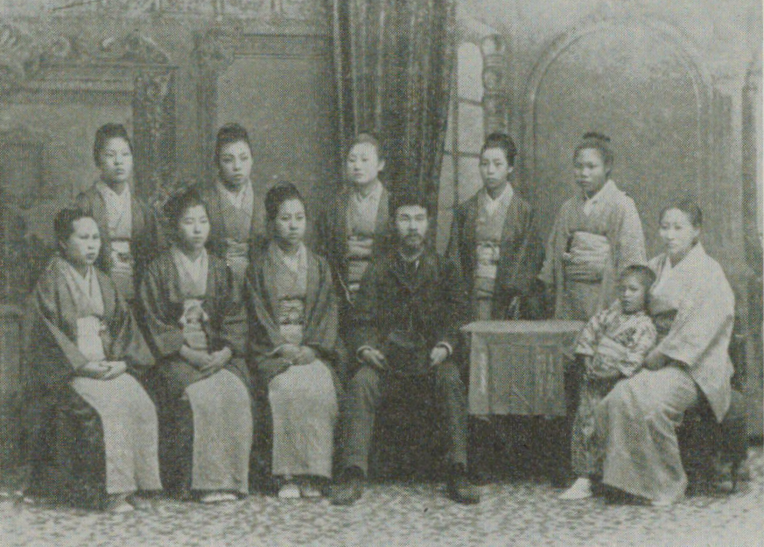
私立新潟産婆学校卒業生（初期）。前列右から妻・貞、長男・定雄、辰五郎。

- 長男・定雄（1892年（明治25年）1月生） 
東京慈恵会医院医学専門学校（現：慈恵医科大学）卒[6]。高橋病院2代目院長[7][5]。新潟瓦斯工業元代表。新潟産婆学校校長[5]。
- 同妻・以志（イシ）子（1890年（明治23年）または1891年（明治24年）11月26日生） 
高橋病院の女医[7]。銀行員・渡邊熊太郎の長女、同金治の姉にあたる[5][8]。西蒲原郡巻町出身。15歳のとき懇望されて辰五郎の養女となり、高橋病院附属産婆学校を有数の成績をもって卒業[8]。18歳の時上京して東京女医学校に入学して卒業[8]。前期後期の文部省検定試験に合格[8]。24歳のときに長男・定雄と結婚[5][8]。
  - 孫・康雄（1915年（大正4年）生）
慈恵医科大学卒[5][8]。定雄の長男[9][8]。海軍軍医中尉[10]。
  - 孫・秀雄（1917年（大正6年）生） 
新潟医科大学卒[8][10]。定雄の次男[8][10]。
  - 孫・光雄（1920年（大正9年）6月19日生） 
新潟医科大学卒[8][10]。定雄の三男[8][10]。産婦人科医[10]。新潟県の医学者で俳人の中田瑞穂（俳号「中田みづほ」）、高野素十に俳句を学んだ「高橋卯木」の俳号を持つ俳人であり、河童を題材にした水墨画を好んで描く画家でもあった[11][12]。
    - 曽孫・留美子（1957年（昭和32年）10月10日生） 
日本女子大学卒。光雄の長女。漫画家。有限会社るーみっくプロダクション代表取締役。

## 略歴
- 1864年 - 新潟県北蒲原郡加治村大字茗荷谷（現・新発田市）に生まれる
- 1885年 - 済生学舎（現・日本医科大学）入学
- 1886年 - 医師会業試験合格
- 1895年 - 新潟市で高橋産婦人科医院を開業　私立高橋産婆学校を併設
- 1898年 - 私立新潟産婆学校を設立
- 1900年 - 新潟女子工芸学校（現・新潟青陵高等学校）創立者の1人
- 1936年 - 死去

## 著作
- 緒方正清 共訳『フライト婦人科診断学』出版社不明、1892年。
- 緒方正清 共編訳『産科学（ルンゲ産科学）』出版社不明、1894年。
- 『普通産婆学講本』南江堂、1897年。
- 千葉稔次郎 校訂『傍訓産婆学講本』南江堂、1901年。
- 『家庭理科大要』新潟産婆学校、1921年。
- 『六十年の回顧』出版社不明、1924年。
- 『簡明産婆学講義』出版社不明、1928年。
- 『高橋式分娩処置法』出版社不明、1931年。